# Poems (Agatha Christie)
Poems är den andra av två diktsamlingar av deckarförfattaren Agatha Christie. Den första var The Road of Dreams från januari 1925. Poems publicerades i oktober 1973 samtidigt som romanen Ödets port, det sista verk hon någonsin skrev.

## Historia
Boken är uppdelad i två volymer där den första delen, som upptar mer än hälften av boken, har titeln Volume I och anges på upphovsrättssidan vara ett nytryck av innehållet i The Road of Dreams (felaktigt daterad till 1924) men det finns flera skillnader mellan de två publikationerna. De är:
- Pierrot Grown Old, som 1925 framstår som den sista dikten i boken, dyker upp 1973 mellan verserna The Last Song of Columbine och Epilogue: Spoken by Punchinello i den övergripande sekvensen med titeln A Masque from Italy.
- Islot of Bretagne, som förekommer mellan verserna The Bells of Bretagne och Dark Sheila i sekvensen Ballads 1973, förekommer inte i 1925 års volym.
- Beatrice Passes, som 1925 förekommer mellan verserna The Road of Dreams och Heritage i sekvensen Dreams and Fantasies, förekommer i 1973 års version i Volume II.
- A Palm Tree in Egypt i sviten Other Poems från 1925 har fått titeln A Palm Tree in the Desert 1973.
- In a Dispensary, en av de mest citerade dikterna Christie skrev, som 1925 förekommer mellan verserna Easter, 1918 och To a Beautiful Old Lady i sekvensen Other Poems, finns inte med i 1973 års volym.

Återstoden av 1973 års publikation, med titeln Volume II, var liksom sin föregångare uppdelad i fyra delar:
- Things
- Places
- Love Poems and Others
- Verses of Nowadays

En av dikterna i serien Love Poems and Others har titeln To M.E.L.M. in Absence. Dedikationen till denna dikt är Christies andra make Max Mallowan eller Max Edgar Lucien Mallowan för att ge honom hans fullständiga namn. Det är inte känt när dikten skrevs, men den enda längre frånvaro som det gifta paret någonsin drabbades av var under andra världskriget när Max skickades till Egypten med British Council i februari 1942 och efter flera år och olika posteringar i Nordafrika återvände han inte hem förrän i maj 1945. Både Christies självbiografi och hennes officiella biografi är tysta om huruvida denna dikt är från denna period eller inte.
Remembrance, en annan dikt i samma sekvens, är en dikt om förlusten av en älskad och trycktes om i en liten sextonsidig volym med samma namn 1988 av Souvenir Press med illustrationer av Richard Allen (ISBN 0-285-62876-3) Året därpå publicerade Souvenir Press en annan av dikterna från samlingen, My Flower Garden, återigen i en liten sextonsidig volym med illustrationer av Richard Allen (ISBN 0-285-62888-7).